# П'ятихатки (автостанція)
Автостанція «П'ятихатки» — головна автостанція районного центра П'ятихатського району. Автостанція входить до ПАТ «Дніпропетровське обласне підприємство автобусних станцій».

## Основні напрямки

### Місцевого формування
- П'ятихатки — Дніпро
- П'ятихатки — Нікополь
- П'ятихатки — Жовті Води
- П'ятихатки — Лихівка
- П'ятихатки — Жовте (П'ятихатський район)
- П'ятихатки — Лозуватка (П'ятихатський район)
- П'ятихатки — Ровеньки (П'ятихатський район)
- П'ятихатки — Чумаки (П'ятихатський район)

### Транзитні
- Дніпро — Терни
- Дніпро — Вінниця
- Дніпро — Черкаси
- Дніпро — Кропивницький
- Дніпро — Чернівці
- Дніпро — Олександрія
- Дніпро — Жовті Води
- Кривий Ріг — Верхньодніпровськ
- Жовті Води — Кропивницький
- Жовті Води — Бердянськ
- Жовті Води — Верхньодніпровськ
- Жовті Води — Кирилівка
- Жовті Води — Чумаки (П'ятихатський район)